# Särkijärvi (Tammerfors)
Särkijärvi är en sjö i Finland. Den ligger i kommunen Tammerfors i landskapet Birkaland, i den södra delen av landet, 150 km norr om huvudstaden Helsingfors. Särkijärvi ligger 114,9 meter över havet. Arean är 1,45 kvadratkilometer och strandlinjen är 12,55 kilometer lång. Sjön  ingår i Kumo älvs huvudavrinningsområde.   Runt Särkijärvi är det i huvudsak tätbebyggt. Den sträcker sig 2,5 kilometer i nord-sydlig riktning, och 3,1 kilometer i öst-västlig riktning.
I övrigt finns följande vid Särkijärvi:
- Suolijärvi (en sjö)